# La Deutsche Vita
La Deutsche Vita (angelehnt an italienisch „la dolce vita“ für „das süße Leben“) ist das elfte Soloalbum des deutschen Rappers Kollegah. Es erschien am 7. Juli 2023 über sein eigenes Label Alpha Music Empire als Boxset und Download-Version.

## Hintergrund
Am 24. April 2023 kündigte Kollegah ein neues Album an, noch ohne dabei den Albumtitel zu verraten. Am 28. April wurde das Lied Lorbeerkranz als erste Single des Albums veröffentlicht und erreichte Platz 19 der deutschen Singlecharts. Die zweite Auskopplung Lordaura folgte am 26. Mai, bevor Erfolgsspur am 9. Juni 2023 als dritte Single erschien. Zu den Liedern Lorbeerkranz, In seiner Blüte, Erfolgsspur, dem Titelsong La Deutsche Vita, Kopf oder Zahl und Aufstehn aufstehn wurden Musikvideos gedreht.
Während der Promophase für La Deutsche Vita veröffentlichte Kollegah die Videoserie Mitten im Bosslife auf YouTube. In den insgesamt 18 Folgen des Unterhaltungsformats gewährte Kollegah durch Behind-the-Scenes-Aufnahmen Einblicke in den Produktionsprozess des Albums und präsentierte humoristische Sketche. Mitten im Bosslife ist dabei an Scripted-Reality-Formate wie Mitten im Leben angelehnt. Am Ende jeder Folge trug er mit dem Rapper Asche ein Rap-Battle aus, bei dem beide in die Rollen von bekannten Deutschrappern schlüpften, diese imitierten und das Battle aus deren Perspektive austrugen. Die entstandenen Imitations-Battles wurden zur Battlefriendz-EP zusammengefasst, die gemeinsam mit dem Hauptalbum veröffentlicht wurde.

## Covergestaltung
Das Albumcover zeigt ein goldgerahmtes Foto von Kollegah, der einen Anzug trägt und eine Pistole Winchester Modell 1892 in der Hand hält. Neben ihm sitzt ein Schäferhund und im Hintergrund befinden sich ein schwarzer Mercedes-Benz 190, ein Weinberg und die Reichsburg Cochem vor grauem Himmel. Am unteren Bildrand stehen die goldenen Schriftzüge Kollegah und La Deutsche Vita.

## Produktion
Das Album wurde von einer Vielzahl verschiedener Musikproduzenten produziert. Dabei waren Masri und Asche an der Produktion von 19 bzw. 18 der 24 Songs beteiligt. Weitere Musik stammt von Johnny Illstrument, M3, Joznez, Dinski, Freshmaker, Phil Tunes, Voizzenbeats, Semibeatz, Oliver Melchers und Undercover Molotov.

## Gastbeiträge
Auf drei bzw. sechs Liedern des Albums treten neben Kollegah weitere Künstler in Erscheinung. So ist der Rapper Asche auf den Songs Bosshaft bleiben, Unantastbar und Rosen aus Blattgold der Standard-Edition zu hören. Auf der Download-Version sind zusätzlich die Rapper Farid Bang (auf Kopf oder Zahl) und Majoe (auf Aufstehn aufstehn) sowie noch einmal Asche (auf Legacy Defender) vertreten. Das Bonus-Album Battlefriendz ist ein komplettes Kollaboalbum mit Asche.

## Titelliste
| #      | Titel                 | Gastmusiker | Produzenten                                               | Länge |
| ------ | --------------------- | ----------- | --------------------------------------------------------- | ----- |
| 1      | Laid Back             |             | M3, Masri                                                 | 4:13  |
| 2      | Auf eine Zigarre      |             | M3                                                        | 3:32  |
| 3      | Don Kolleone          |             | M3                                                        | 3:04  |
| 4 (*)  | Kopf oder Zahl        | Farid Bang  | Joznez, Johnny Illstrument                                | 2:38  |
| 5      | Luxury                |             | Masri, Asche, Johnny Illstrument, Dinski                  | 3:05  |
| 6      | Ferrarität            |             | Masri, Asche, Phil Tunes, Voizzenbeats                    | 3:08  |
| 7      | Erfolgsspur           |             | Masri, Asche, Johnny Illstrument, Dinski                  | 3:35  |
| 8      | La Deutsche Vita      |             | Masri, Asche, Johnny Illstrument, Oliver Melchers, Dinski | 4:29  |
| 9      | Herr von Blume        |             | M3                                                        | 3:46  |
| 10     | Savoir Vivre          |             | Masri, Asche, Johnny Illstrument, Dinski, Joznez          | 3:35  |
| 11     | Lorbeerkranz          |             | Masri, Asche                                              | 3:27  |
| 12 (*) | In seiner Blüte       |             | Masri, Asche, Johnny Illstrument, Dinski                  | 4:27  |
| 13     | Bosshaft bleiben      | Asche       | Masri, Asche, Undercover Molotov                          | 3:00  |
| 14     | Treibjagd             |             | Masri, Asche, Johnny Illstrument                          | 3:11  |
| 15 (*) | Aufstehn aufstehn     | Majoe       | Johnny Illstrument                                        | 2:42  |
| 16     | Lordaura              |             | Masri, Asche, Johnny Illstrument, Oliver Melchers         | 5:34  |
| 17     | Betonschuh            |             | Masri, Asche, Johnny Illstrument, Dinski                  | 2:43  |
| 18     | Warum denn halt nicht |             | Masri, Asche, Phil Tunes, Voizzenbeats, Semibeatz         | 3:44  |
| 19     | Unantastbar           | Asche       | Masri, Asche, Freshmaker, Semibeatz                       | 2:56  |
| 20     | Lowrider              |             | Masri, Asche                                              | 2:30  |
| 21     | Sternenklare Nacht    |             | Masri, Asche                                              | 3:54  |
| 22 (*) | Legacy Defender       | Asche       | Asche, Masri                                              | 2:20  |
| 23     | Sunset Boulevard      |             | Masri, Asche, Johnny Illstrument, Dinski                  | 8:12  |
| 24     | Rosen aus Blattgold   | Asche       | Masri, Asche                                              | 3:20  |

(*) Die Titel 4, 12, 15 und 22 sind nur auf der Download-Version enthalten.
Battlefriendz-EP
| #      | Titel                                    | Gastmusiker | Produzenten                           | Länge |
| ------ | ---------------------------------------- | ----------- | ------------------------------------- | ----- |
| 1      | Battlefriendz (Pretty Pegger & Sexzilla) | Asche       | Masri                                 | 2:33  |
| 2      | Bingo vs Schwindy                        | Asche       | Masri                                 | 5:21  |
| 3      | Dieter & Thomas vs Katja                 | Asche       | Masri                                 | 2:05  |
| 4      | Dirin Shavid vs Dorelana                 | Asche       | Masri                                 | 2:28  |
| 5      | In the Night (Tilo & Rim)                | Asche       | Masri                                 | 2:22  |
| 6      | Rustikalo vs Frufo                       | Asche       | Ljs Beats, Masri                      | 2:29  |
| 7      | Maisfeld vs Graf Gomorrha                | Asche       | Johnny Illstrument, Asche             | 2:50  |
| 8      | Mohrloch vs Samy                         | Asche       | Masri                                 | 1:51  |
| 9      | Peters MC vs Bonze MC                    | Asche       | Masri                                 | 1:52  |
| 10     | Sarma vs SSIBIO                          | Asche       | Kimbo Beatz                           | 1:43  |
| 11     | Schallbrecher vs Abdipost                | Asche       | Masri                                 | 1:49  |
| 12     | Tantra vs Brathahn                       | Asche       | Johnny Illstrument, Asche             | 2:08  |
| 13     | Wan Tan vs Schubido                      | Asche       | Masri                                 | 2:42  |
| 14     | Felix Blume vs Kollegah                  |             | Masri, Oliver Melchers                | 3:25  |
| 15     | Fluz für Familie (Zunami & Atze)         | Asche       | Masri                                 | 2:06  |
| 16     | Frecko Ash vs Apasche                    | Asche       | Asterio, Ayoley, Tatchy, Asche, Masri | 2:27  |
| 17 (*) | Shindy vs Michi                          |             | Johnny Illstrument                    | 3:55  |

(*) Titel 17 ist nur auf der Download-Version enthalten.

## Chartplatzierungen
La Deutsche Vita stieg am 14. Juli 2023 auf Platz eins in die deutschen Albumcharts ein und konnte sich insgesamt fünf Wochen in den Top 100 halten. Darüber hinaus belegte es in der gleichen Chartwoche die Chartspitze der deutschsprachigen Albumcharts, ebenfalls die Chartspitze der Hip-Hop-Charts sowie Rang zwei der Downloadcharts, wo es sich lediglich Speak Now (Taylor Swift) geschlagen geben musste. In allen drei Chartlisten ist es Kollegahs zehntes Nummer-eins-Album. In den Hip-Hop-Charts erreichte er hiermit als erster Rapper die Marke von zehn Nummer-eins-Alben. In den deutschen Album-Jahrescharts 2023 belegte es Platz 54.
In Österreich erreichte das Album Rang zehn und in der Schweiz Position sechs.
| ChartsChartplatzierungen | Höchstplatzierung | Wochen |
| ------------------------ | ----------------- | ------ |
| Deutschland (GfK)        | 1 (5 Wo.)         | 5      |
| Österreich (Ö3)          | 10 (2 Wo.)        | 2      |
| Schweiz (IFPI)           | 6 (3 Wo.)         | 3      |

| ChartsJahrescharts (2023) | Platzierung |
| ------------------------- | ----------- |
| Deutschland (GfK)         | 54          |

## Rezeption
| Professionelle Bewertungen | Professionelle Bewertungen |
| -------------------------- | -------------------------- |
| Kritiken                   |                            |
| Quelle                     | Bewertung                  |
| laut.de                    | [ 13 ]                     |

Raphael Chassé von laut.de bewertete La Deutsche Vita mit zwei von fünf Punkten. Das Album falle „deutlich humorvoller aus als vergangene Projekte und meidet weitestgehend provokante Zeilen.“ Dagegen werden fehlende Selbstironie und die lange Laufzeit des Albums kritisiert, wodurch vereinzelte gute Elemente in den Hintergrund treten würden. Zudem erzähle Kollegah „quasi seit fast zwei Jahrzehnten immer wieder den gleichen Witz und die Pointe langweilt von Jahr zu Jahr mehr.“